# Mont Gareloi
El mont Gareloi és un estratovolcà que es troba a l'illa del mateix nom i de la qual comprèn la major part. Aquesta illa forma part de les illes Delarof, un subgrup de les illes Andreanof, a les illes Aleutianes, a l'estat d'Alaska, Estats Units, la qual es troba a uns 2.000 km d'Anchorage.
El volcà té una base de 10 per 8 quilòmetres i posseeix dos cims. El cràter sud és molt més gran, amb 300 metres d'amplada i fumaroles, mentre que el cràter nord es troba tancat.

## Descobriment i l'accessibilitat
Vitus Bering havia estat un destacat mariner al servei de Rússia. Després de reeixides expedicions el 1725, 1728 i 1730, Bering fou enviat per explorar la zona del Pacífic que actualment es coneix com a mar de Bering el 1740. Instal·lat a Kamtxatka Bering va construir dos vaixells: el Sviatoi Piotr (Sant Pere) i el Sviatoi Pavel (Sant Pau), amb els quals va liderar una expedició cap a Amèrica del Nord el 1741. Una tempesta va separar els dos vaixells i Bering va acabar a la costa sud d'Alaska, al mar de Bering, desembarcant prop de l'illa Kayak, uns 100 quilòmetres al sud-est de Cordova, mentre el segon vaixell, capitanejat per Aleksei Txírikov, va desembarcar a l'arxipèlag Alexander, a l'Alaska sud-oriental. Durant el camí de tornada Bering va passar prop de Gareloi. Des d'aleshores l'illa i el volcà han estat poc estudiats, fent que alguns dels seus processos eruptius hagin passat desapercebuts.
Gareloi es troba deshabitada i forma part de l'Alaska Maritime National Wildlife Refuge gestionat pel U.S. Fish and Wildlife Service.

## Geografia i geologia
Gareloi és el volcà més septentrional del grup de les illes Delarof, un subgrup de les illes Aleutianes. Està format per dos cràters, el més vell dels quals està cobert per fluxos de lava que es dirigeixen cap al nord-oest i la costa meridional. El cràter septentrional és petit, amb el que sembla un col·lapse del dom al vessant nord-oest. El vessant sud, més alt i considerablement més gran, conté l'activitat fumaròlica. Una fissura formada per l'erupció del Gareloi de 1929 discorre al llarg del cim sud del volcà. Grans i escarpats penya-segats del costat sud-oest de l'illa tallen la caldera més vella.
Les emanacions de lava del Gareloi tenen un origen piroclàstic. Dos episodis principals contribuïren a la seva creació. Els dipòsits de lava varien entre el metre i sis metres de gruix. Alguns d'ells s'estenen des dels respiradors externs del volcà, cosa que suggereix que l'activitat va tenir lloc durant el Plistocè.
Hi ha dues grans valls de lava al costat sud-oest de l'illa, amb forma de U. El més antic d'aquests fluxos és del Plistocè i és composta per traquiandesita i andesita basàltica, amb petites quantitats de plagioclasa, clinopiroxè, olivina i hornblenda.
Les roques que formen l'illa Gareloi i el seu volcà s'estima que són anteriors al Plistocè. Diversos factors contribueixen a aquest plantejament, principalment perquè els fluxos de lava han estat modelats pel retrocés de les glaceres, el qual es va iniciar al voltant de fa 10.000 anys i es va concretar en roques acabades de formar.
L'Observatori de Volcans d'Alaska va procedir a cartografiar el volcà i els seus voltants el 2003, alhora que procedia a establir-hi monitors sísmics.

## Les erupcions al llarg de la història
El Gareloi té una extensa història eruptiva, que es remunta almenys a 1760. Com a mínim 15 erupcions han tingut lloc al cim, acompanyades d'emanacions de lava i fluxos piroclàstics. Totes han tingut un índex d'explosivitat volcànica (VEI) d'entre 1 i 3. Aquestes erupcions han tingut lloc el 1790, 1791, 1792, 1873, 1922, abril de 1929, 1950, 17 de gener de 1952, 7 agost 1980, 15 de gener 1982, 4 de setembre de 1987 i 17 d'agost de 1989. Hi ha possibles erupcions el 1760, 1828, 1927 i 1996.
La principal erupció va tenir lloc el 1929, quan el volcà va generar quatre importants fluxos de lava, tuf andesític, vidre volcànic i escòria de to vermellós. Tretze cràters, tots ubicats a la fissura, van contribuir a aquest episodi.